# Seth Hellberg
Seth Hellberg (sinh ngày 19 tháng 8 năm 1995) là một cầu thủ bóng đá người Thụy Điển thi đấu cho Syrianska ở vị trí tiền vệ.